# ジャン1世・ダルブレ
ジャン1世・ダルブレ（フランス語：Jean Ier d'Albret, 1425年 - 1468年1月3日）は、15代アルブレ卿およびタルタ子爵。

## 生涯
ジャン1世はドルー伯シャルル2世・ダルブレとアンヌ・ダルマニャックの長男である。父に先立って死去したため、アルブレを実際に統治することはなかった。
アラン9世・ド・ロアンとギヤック女領主マルグリット・ド・ドルー（ブルターニュ公ジャン4世の娘）の娘カトリーヌ・ド・ロアン（1425年 - 1471年）と結婚した。2人の間には4子が生まれた。
- アラン（1440年 - 1522年） - 16代アルブレ領主[1]、1470年にペリゴール女伯フランソワーズと結婚
- ルイ - 枢機卿
- マリー - 1480年にカストル伯ボフィール・デル・ジュディス（en）と結婚
- ルイーズ（1494年9月8日没） - 1480年にエストゥートヴィル領主ジャック（1448年12月4日 - 1489年3月12月）と結婚。ブルボン公ジャン2世の愛妾[3]。